# 红楠
紅楠（學名：Machilus thunbergii）是樟科楨楠屬常綠大喬木，别名豬腳楠、鼻涕楠、臭屎楠。台灣原生種，为樟科润楠属下的一个种。嫩葉和花苞呈現紅色﹐而稱紅楠。紅楠分布於中國﹑韓國﹑日本，臺灣常見於海拔2300公尺以下的闊葉林。樹皮富含黏液﹐製粉可為香的黏合劑。。

## 形态

### 莖
常綠喬木，树高可达20米，樹皮粗糙灰褐色，有縱向細裂紋，樹皮上有明顯皮孔。

### 葉
單葉互生，羽狀脈，細脈不明顯，葉革質，倒卵形至倒披針形，先端鈍至凸尖，基部楔形或銳尖，葉近軸面深綠色而富光澤，遠軸面常蒼白。

### 花
花黃綠色，圓錐花序；花序直立且光滑，小花梗長約1公分，苞片卵形呈紅色，早落；兩性花，花被片 6 枚，排成兩輪，長 0.3~0.4 公分，寬約 0.15 公分，外面光滑，內面散生有絨毛；雄蕊三輪，可孕性者9枚，花藥長橢圓形，光滑，第三輪花絲有腺體；退化雄蕊3枚，盾形，光滑；子房卵形。

### 果
漿果扁球形，直徑約1公分，光滑，未熟果綠色，有光澤，熟果紫黑色；基部有殘存而反捲的花被片。

## 分布
原產於台灣、中国、南韓、琉球、日本。
在台灣分布於全島中低海拔林緣或次生林中，並且為東北角東北季風林的特色物種之一。

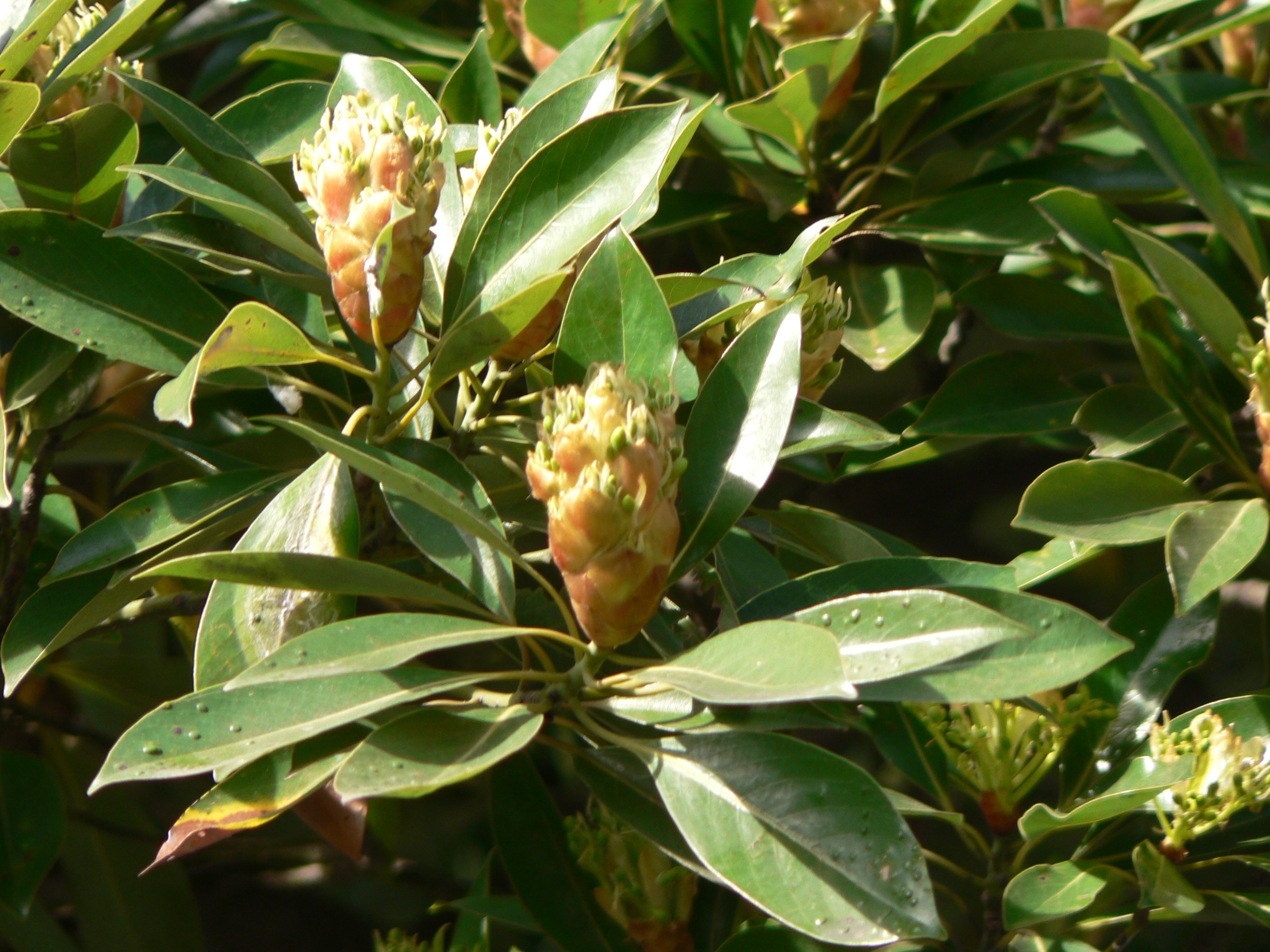
M thunbergii

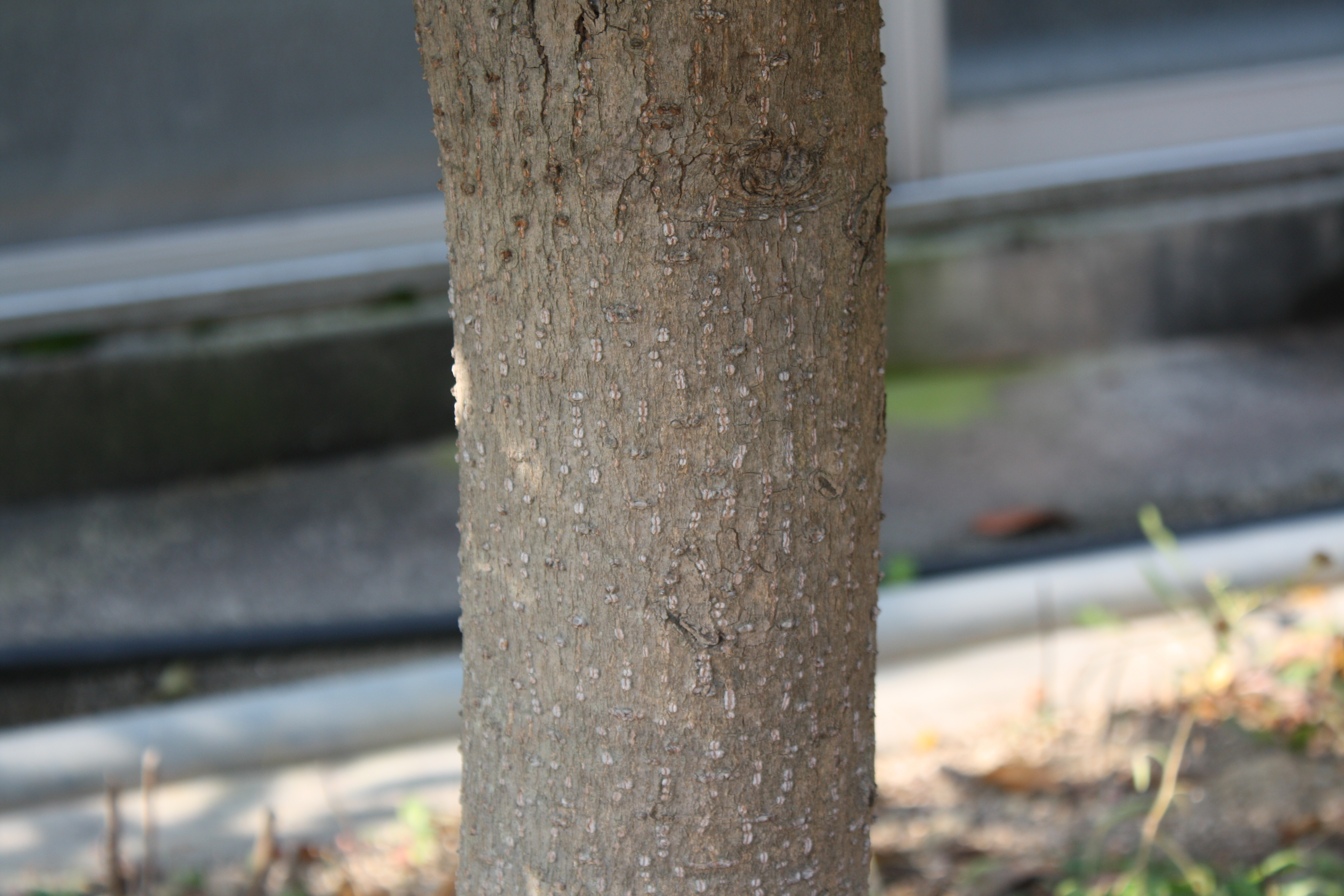
후박나무 줄기

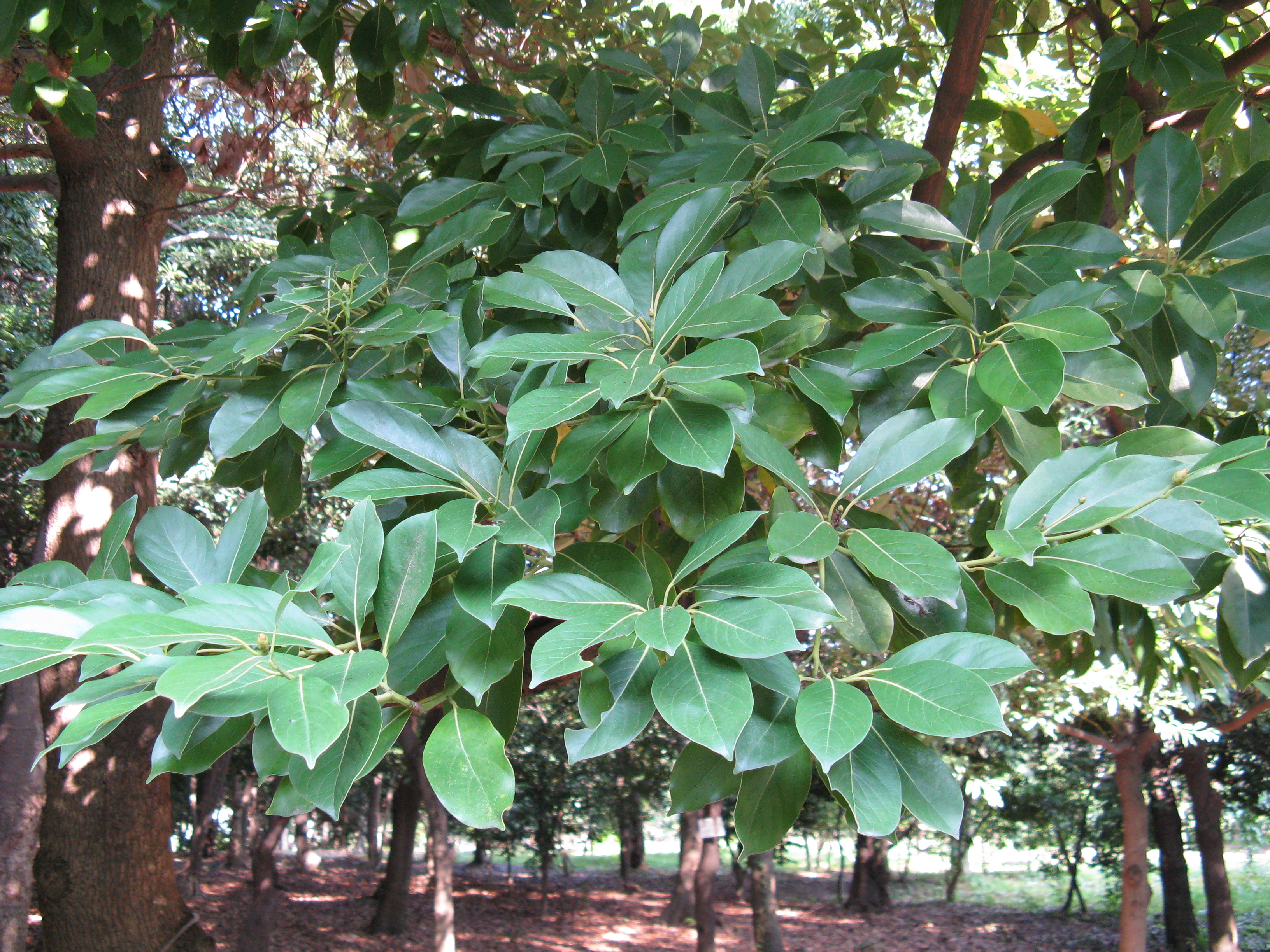
Machilus thunbergii2

## 用途
- 全株具濃郁香氣，因此曾被拿來當作線香的材料。
- 葉片能作為寬青帶鳳蝶、青帶鳳蝶等蝶類幼蟲的食物；果實則相當受到白頭翁、紅嘴黑鵯等鳥類的喜愛。[4]